# César Roux
 (juin 2017).
Pour les articles homonymes, voir Roux (patronyme).
César Roux, né le 23 mars 1857 à Mont-la-Ville et mort le 21 décembre 1934 à Lausanne, est un chirurgien et enseignant vaudois.

## Biographie
Après l'école primaire, qu'il suit à Mont-la-Ville, il entre en 1868 au Collège académique de Lausanne. César Roux entre dans le corps des cadets ; il commence des études classiques puis se tourne vers les sciences. Il commence ses études de médecine à Berne en octobre 1876, où il travaille notamment avec Christopher Theodor Aeby (1835-1885) et Theodor Langhans. Il soutient une thèse en anatomie pathologique. Après avoir obtenu son diplôme en 1880 il entre comme second assistant à l'Hôpital de l'Isle de Berne sous la direction d'Emil Theodor Kocher, futur prix Nobel. Il devient chef de clinique.
Il revient à Lausanne en 1883 (après avoir obtenu son droit de pratique le 2 février) et s'installe en pratique privée à la place de la Palud. Durant les premières années, il ne dispose pas d'installations chirurgicales et opère habituellement dans son cabinet. Le 18 juillet 1884, il épouse Anna Bégoune, de Kharkov. Deux enfants naissent de ce mariage : Suzanne (26 septembre 1887) et Hélène (21 mars 1893).
Le 1er mars 1887, il est nommé à la tête des deux départements de chirurgie de l'Hôpital cantonal. En outre, il donne des cours de médecine légale à l'Académie. Il fait partie de la commission chargée d'étudier la transformation de l'Académie en université et, lors de la fondation de celle-ci, il devient titulaire des chaires de pathologie externe et de gynécologie. Il est nommé professeur extraordinaire de chirurgie en 1890 puis professeur ordinaire en 1892. Il devient ainsi le premier titulaire de la chaire de chirurgie.
Il cherche à inculquer à ses élèves les sens de la pratique chirurgicale, de l'examen clinique et de l'observation. Outre sa pratique à l'Hôpital cantonal et les cours qu'il donne à l'université, il consulte également dans d'autres hôpitaux du canton. Ses journées sont tellement chargées qu'il doit fixer un cours de médecine opératoire le samedi matin entre 5 et 7 heures.
En 1896, il ouvre une clinique à Lausanne, au Clos-Bertholet (actuelle rue Langallerie), et en confie la direction à sa sœur, Madame Grandjean-Roux. La clinique est transférée en 1901 dans un bâtiment qu'il a fait construire à l'avenue Tissot. Elle prend le nom de Clinique Rosemont et est exploitée jusqu'en 1930 avant d'être transformée en bâtiment administratif pour la Direction des douanes. César Roux est le premier chirurgien à réussir, en 1926, l'ablation d'un phéochromocytome, sept mois avant Charles Horace Mayo.
Il prend sa retraite « hospitalière » en 1926 mais continue à suivre sa clientèle privée. Le 21 décembre 1934, alors qu'il reçoit un patient dans son cabinet de la rue de Montbenon, il meurt d'une crise cardiaque. Il est enseveli à Mont-la-Ville.
Après sa mort, l'Université de Lausanne a créé un Fonds César Roux et une rue de Lausanne porte son nom.

## Distinctions

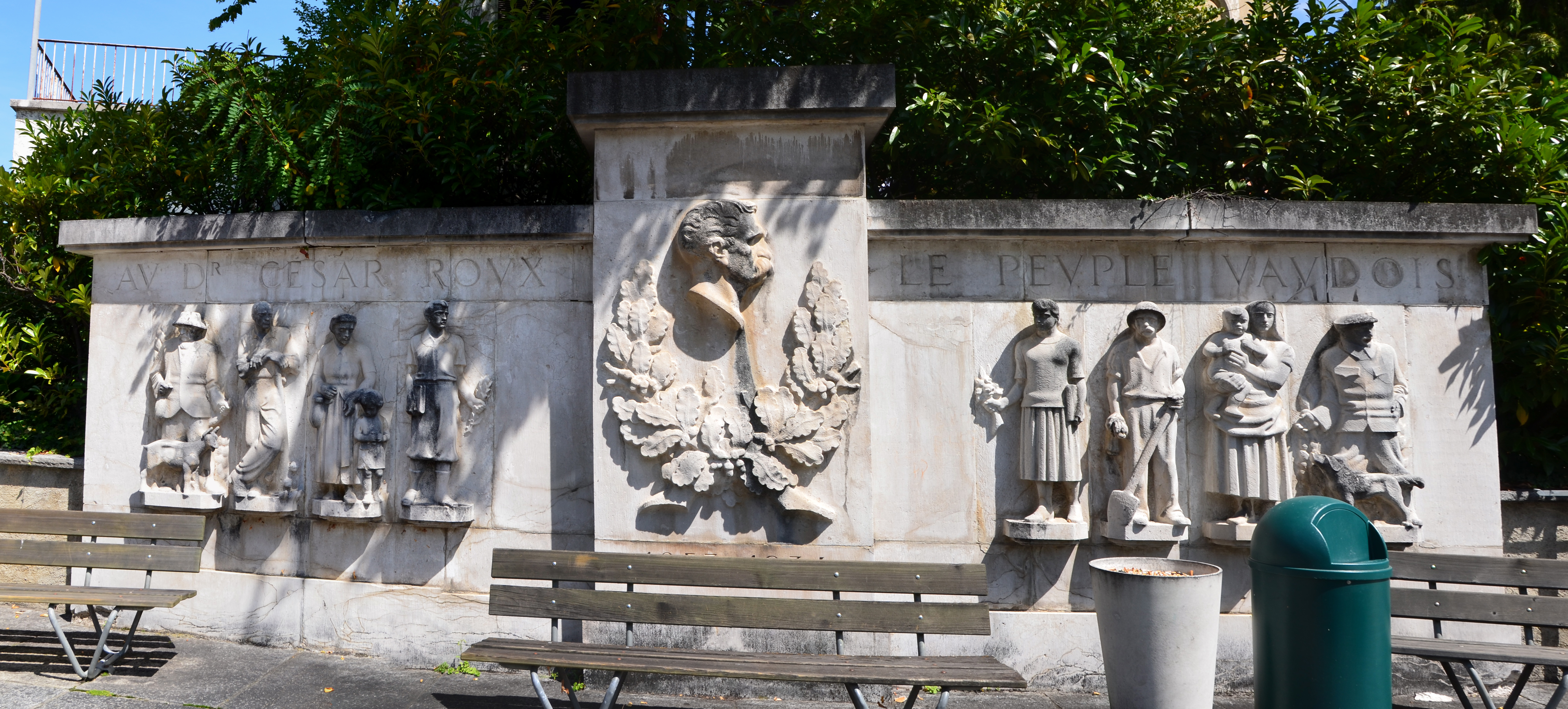
Le bas-relief à l'image de César Roux dans la cour de l'Hôpital cantonal de Lausanne, créé en 1947 par Casimir Reymond.

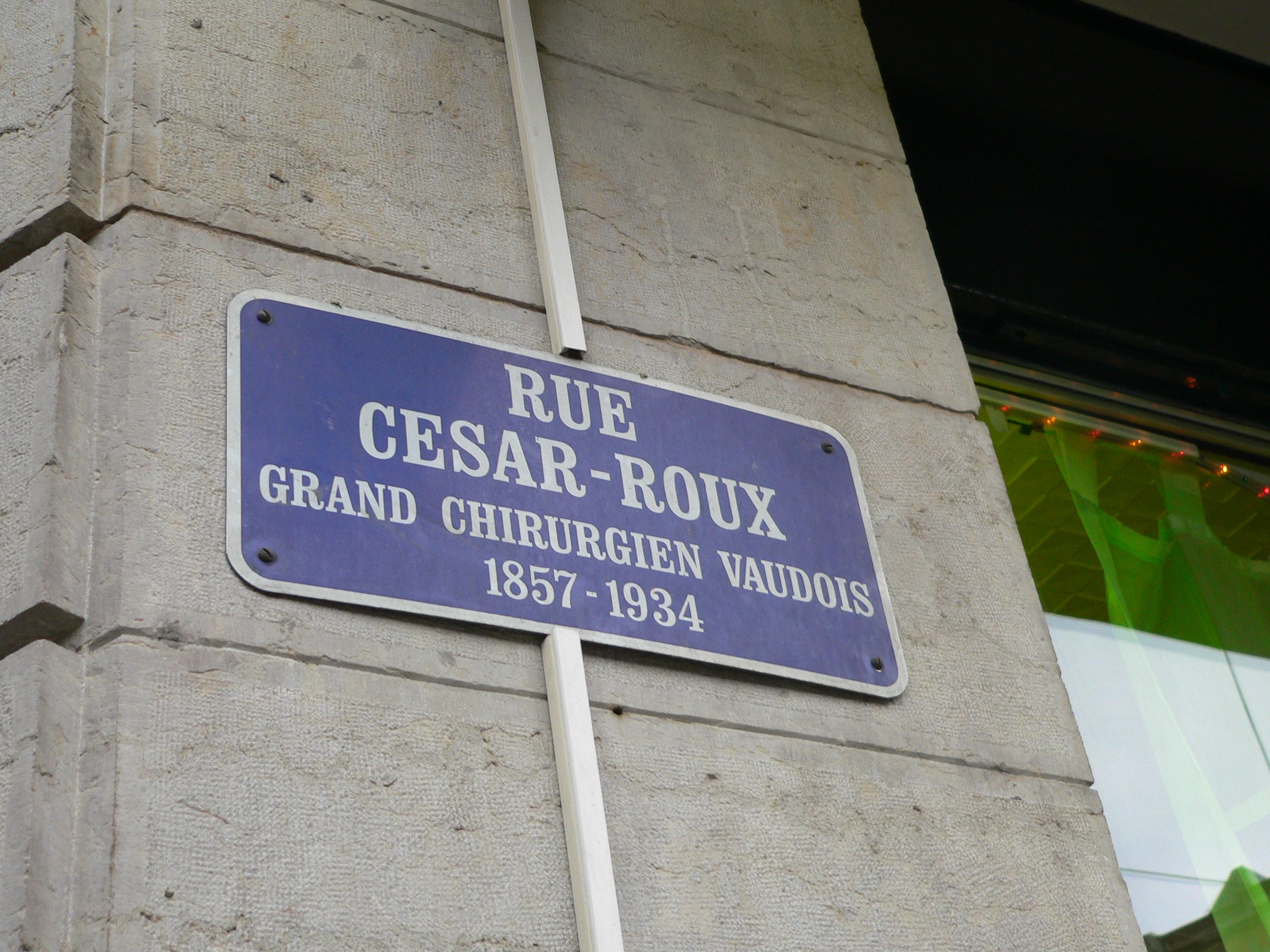
Plaque de la rue César-Roux à Lausanne.

César Roux est fait Chevalier de la Légion d'honneur 1919, commandeur de l'Ordre de Georges Ier et grand officier de l'ordre de la Couronne d’Italie. Il est en outre président d'honneur de la Société suisse de chirurgie et membre de nombreuses sociétés de chirurgie et de médecine étrangères. Tout comme Marc Dufour, il est nommé bourgeois d'honneur de la ville de Lausanne le 7 avril 1903, à l'occasion des fêtes marquant le centenaire de l'entrée du canton de Vaud dans la Confédération suisse. Il est par la suite nommé bourgeois d'honneur de Mont-la-Ville le 27 novembre 1908 et docteur honoris causa de l'université de Berne le 10 novembre 1929.
César Roux possède un bas-relief à son image dans la cour de l'Hôpital Cantonal de Lausanne, créé en 1947 par Casimir Reymond.
L'auditoire principal du CHUV porte son nom, ainsi qu'une rue de Lausanne, sur décision municipale de 1935, à la demande de la Société de développement Marterey-Bugnon : la rue César-Roux va de la place du Tunnel à la place de l'Ours.

## Éponymie
César Roux a laissé son nom à une opération de chirurgie digestive, l’anastomose de Roux en Y, une dérivation (bypass) du tube digestif utilisant des segments de l'intestin grêle anastomosés.

## Prix César-Roux
César Roux a créé un prix récompensant chaque année l'élève réalisant au collège les progrès les plus sensibles de l'année. En 2010, ce prix existe toujours et est attribué annuellement à un jeune médecin.

## Principales publications
- Sur la pérityphlite, Lausanne, 1893.
- Après l’appendicite opérée à froid, Lausanne, 1905.
- Prophylaxie du goitre, Lausanne, 1921.
- Liste de travaux dans : Revue médicale de la Suisse romande, Lausanne, 1927, 47: 134.

## Sources et références
(juin 2017).
Sources
- Fonds : César Roux (1793 - 1995) [5,60 mètres linéaires].  Cote : CH-000053-1 P Roux. Archives cantonales vaudoises (présentation en ligne).
- « César Roux », sur la base de données des personnalités vaudoises sur la plateforme « Patrinum » de la Bibliothèque cantonale et universitaire de Lausanne.
- Almanach universitaire suisse, 1909, p. 54-55 (article César Roux)
- (de) Biographisches Lexikon der hervorragenden Ärzte der letzten fünfzig Jahre. Isidor Fischer, publisher. Berlin – Wien, Urban & Schwarzenberg, 1932. p. 1334.
- F. Saegesser. Cesar Roux (1857-1934) et son époque. La Revue médicale de la Suisse Romande, Lausanne, 1984, 104: 403-454.
- (es) M. A. Casal. [César Roux et son anastomose Roux-en-Y]. Acta gastroenterologica Latinoamericana, Buenos Aires, 1993, 23 (3): 175-185.
- Louis Polla, Rues de Lausanne, Lausanne, éditions 24 heures, 1981, 142-144 p. (ISBN 2826500503)
- « César Roux » dans le Dictionnaire historique de la Suisse en ligne.
- Olivier Robert, Francesco Panese, Dictionnaire des professeurs de l'Université de Lausanne p. 1112-1114

Références
1. ↑  César Roux, « Notice #40487 », sur Patrinum (consulté le 2 mai 2024)
2. 1 2  Olivier Robert et Francesco Panese, Dictionnaire des professeurs de l'Université de Lausanne dès 1890, Univ, coll. « Études et documents pour servir à l'histoire de l'Université de Lausanne », 2000 (ISBN 978-2-940304-00-4)
3. 1 2  (fr) F. Saegesser, « Cesar Roux (1857-1934) et son époque Lausanne », La Revue médicale de la Suisse Romande, no 104,‎ 1984, p. 403-454
4. ↑  « 1887: César Roux, le roi du bistouri », sur 24 heures, 1er juillet 2012 (consulté le 2 mai 2024)
5. 1 2  (fr) Louis Polla, Rues de Lausanne, Lausanne, éditions 24 heures, 1981, 3 p. (ISBN 9782826500506), p. 142-144
6. ↑  « Société d'étudiants Helvétia », sur helvetia-vaud.ch (consulté le 2 mai 2024)
7. ↑  24 heures du 10 novembre 2010 : Casimir Reymond voulait faire aimer la sculpture aux Vaudois.
8. ↑  [PDF] Cérémonie de remise des prix de la Faculté de biologie et de médecine de Lausanne 2010.